# Balgera, Yelbarga
Balgera là một làng thuộc tehsil Yelbarga, huyện Koppal, bang Karnataka, Ấn Độ.